# Macrothemis polyneura
Macrothemis polyneura is een libellensoort uit de familie van de korenbouten (Libellulidae), onderorde echte libellen (Anisoptera).
De wetenschappelijke naam Macrothemis polyneura is voor het eerst geldig gepubliceerd in 1913 door Ris.